# Mesochorus tundracolus
Mesochorus tundracolus là một loài tò vò trong họ Ichneumonidae.